# Jimmy John's
Jimmy John's Franchise, LLC, marknadsför sig som Jimmy John's, är en amerikansk snabbmatskedja som säljer kakor, läsk, potatischips, smörgåsar och wraps. De hade 2022 fler än 2 600 restauranger i 43 amerikanska delstater och det federala distriktet District of Columbia. Restaurangkedjan ägs av förvaltningsbolaget Inspire Brands.

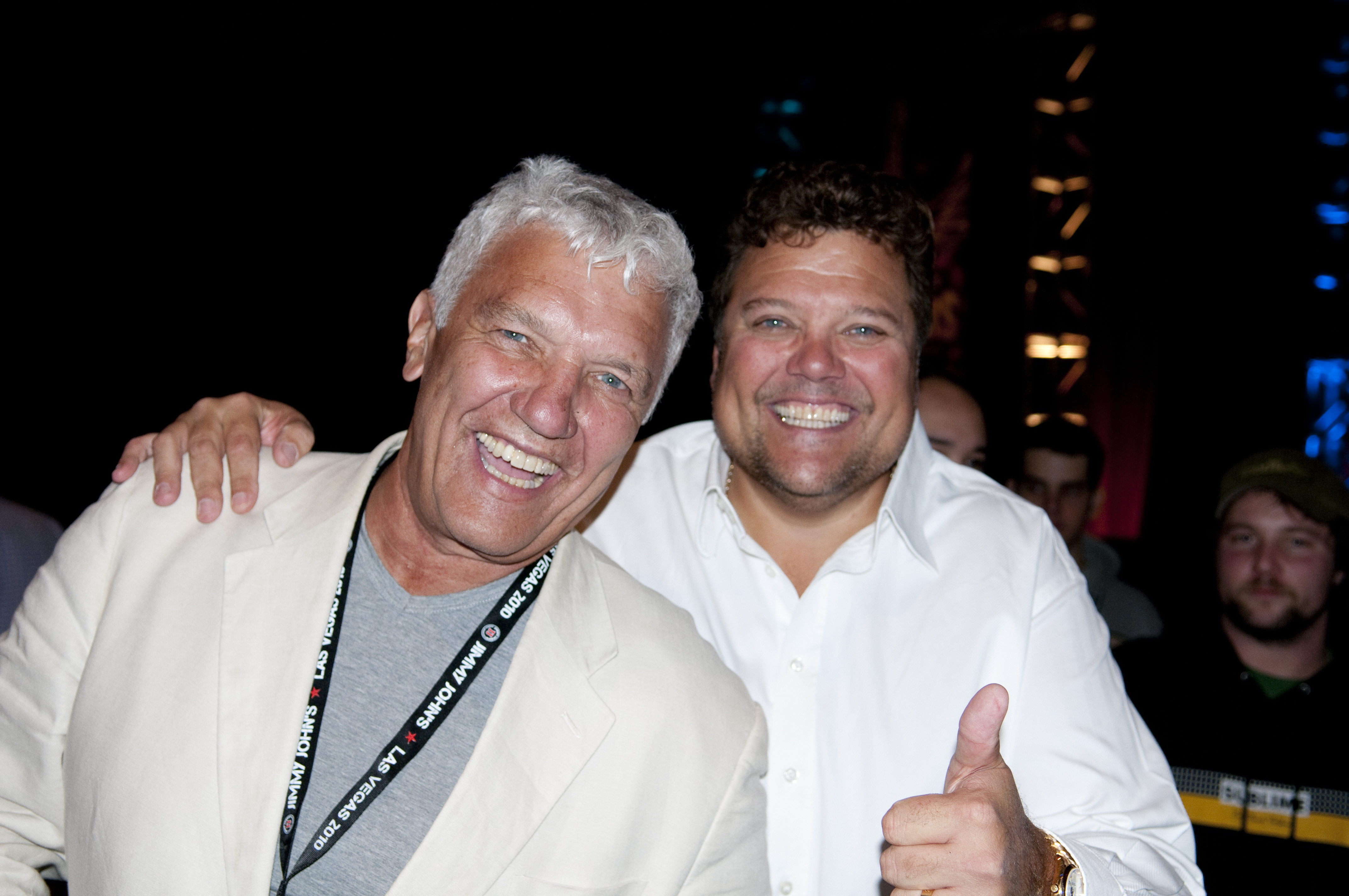
James P. Liautaud och sonen Jimmy John Liautaud, 2009.

Snabbmatskedjans grundare Jimmy John Liautaud gick ut high school med bottenbetyg vid Elgin Academy 1982. Hans far ställde omgående ett ultimatum om att antingen ta värvningen eller starta en affärsrörelse. Liautaud valde det senare och fick låna 25 000 amerikanska dollar från fadern mot att fadern fick 48% av aktierna. Liautaud hade initialt önskan om att starta en snabbmatsrestaurang baserad på varmkorv, det tog dock inte lång tid innan han insåg att kostnaden för utrustningen, till att göra varmkorv-relaterade maträtter, var nästan dubbelt så mycket mot vad han hade i kapital. Han försökte få sin far att skjuta till det som krävdes men fadern stod på sig och ansåg att de där 25 000 dollar borde räcka. Liautaud tvingades att byta inriktning på företaget till att sälja smörgåsar eftersom det krävdes inga större investeringar rörande restaurangutrustning. Den 13 januari 1983 öppnade han sin första restaurang och den låg i Charleston i Illinois, den gjorde vinst, mycket tack vare studenterna på närliggande universitetet Eastern Illinois University. 1985 köpte Liautaud ut sin far från företaget. 1994 började man sälja franchiserätter till Jimmy John's. I mitten av 2000-talet insåg Liautaud att restaurangkedjan måste bli avsevärt bättre på att identifiera bättre placeringar av sina restauranger men han insåg även att varken han eller företaget var kapabla att kunna göra såna bedömningar. I januari 2007 sålde Liautaud cirka 33% av företaget till det San Francisco-baserade riskkapitalbolaget Weston Presidio, just på grund av det uppkomna problemet. Weston såg till att Jimmy John's öppnade fler än 100 restauranger inom det första året som delägare. I september 2016 köpte riskkapitalbolaget Roark Capital Group 65% av Jimmy John's för omkring 2,3 miljarder dollar medan resten köptes den 18 oktober 2019. Jimmy John's lades omgående in i det Roark-kontrollerade Inspire Brands.